# Гарбанья-Новарезе
Гарбанья-Новарезе (итал. Garbagna Novarese) — коммуна в Италии, располагается в регионе Пьемонт, в провинции Новара.
Население составляет 1268 человек (2008 г.), плотность населения составляет 127 чел./км². Занимает площадь 10 км². Почтовый индекс — 28070. Телефонный код — 0321.
Покровителем коммуны почитается святой архангел Михаил, празднование 8 мая.

## Демография
Динамика населения:

## Администрация коммуны
- Официальный сайт: http://www.comune.garbagna.no.it